# Denis Terentyev
Denis Sergeyevich Terentyev (São Petersburgo, 13 de agosto de 1992) é um futebolista profissional russo que atua como defensor.

## Carreira

### Zenit
Denis Terentyev se profissionalizou no Zenit, em 2010. 

### Tom Tomsk
Denis Terentyev se transferiu por empréstimo, para o Tom Tomsk, em 2012.